# Ручкання з дияволом (книга)
«Ручкання з дияволом» (фр. J'ai serré la main du diable: La faillite de l'humanité au Rwanda, англ. Shake Hands with the Devil: The Failure of Humanity in Rwanda) — книга Ромео Даллера, генерал-лейтенанта Канадських збройних сил.
Книга оповідає про період, що Даллер провів як командувач сил Місії ООН в Руанді (UNAMIR) у 1993—1994, під час якого він став свідком Геноциду в Руанді.
За книгою «Ручкання з дияволом» у 2004 році було знято документальну кінострічку [Архівовано 8 лютого 2017 у Wayback Machine.], а 2007 року — однойменний художній фільм [Архівовано 25 листопада 2016 у Wayback Machine.].